# Grote dikkaak
De grote dikkaak (Pachygnatha clercki)  is een spin uit de familie strekspinnen (Tetragnathidae) die in het Holarctisch gebied wordt gevonden.
De vrouwtjes worden 6 tot 7 mm groot, de mannetjes worden 5 tot 6 mm. Het kopborststuk is geel- tot  roodbruin met verscheidene zwarte strepen. Leeft in zeer natte weilanden, vaak in de buurt van water.